# Сиамаджоре
Сиамаджо̀ре (на италиански: Siamaggiore; на сардински: Siamaiore, Сиамайори) е село и община в Южна Италия, провинция Ористано, автономен регион и остров Сардиния. Разположено е на 8 m надморска височина. Населението на общината е 983 души (към 2010 г.).